# Бон-Ретиру (Санта-Катарина)
Бон-Ретиру (порт. Bom Retiro) — муниципалитет в Бразилии, входит в штат Санта-Катарина. Составная часть мезорегиона Серрана. Входит в экономико-статистический микрорегион Кампус-ди-Лажис. Население составляет 7985 человек на 2007 год. Занимает площадь 1 055,501 км². Плотность населения — 8,1 чел./км².

## История
Город основан 14 января 1923 года.

## Статистика
- Валовой внутренний продукт на 2003 составляет 90 652 193,00 реалов (данные: Бразильский институт географии и статистики).
- Валовой внутренний продукт на душу населения на 2003 составляет 10.919,32 реалов (данные: Бразильский институт географии и статистики).
- Индекс развития человеческого потенциала на 2000 составляет 0,732 (данные: Программа развития ООН).

## География
Климат местности: субтропический. В соответствии с классификацией Кёппена, климат относится к категории Cfb.